# Gave Van Poucke
Gave Van Poucke (Lochristi, 1982) is een Belgische voetbalster. Ze verruilde in 2009 sc Heerenveen voor Anderlecht.

## Carrière
Gave Van Poucke begon haar voetbalcarrière op 8-jarige leeftijd bij de jongens van Zaffelare. Ze speelde daar één seizoen en ging daarna naar SKL Doorslaar, waar ze ook bij de jongens speelde. Op 12-jarige leeftijd vertrok ze naar de Sinaai Girls, waar ze in een vrouwenelftal terechtkwam.
Tot haar 15e speelde ze op het middenveld. Per toeval kwam ze bij een training op het doel terecht, waar ze opviel bij de trainster van het eerste elftal. Ze debuteerde dan ook niet veel later op 15-jarige leeftijd in het eerste van de Sinaai Girls dat uitkomt in de hoogste Belgische vrouwendivisie, de Eerste klasse. Ze veroverde daar meteen een basisplaats en deed het daar zo goed dat ze op 16-jarige leeftijd bij de nationale selectie werd gehaald. Inmiddels is ze daar ook sinds haar 19e de vaste doelvrouw.
In 2001 vertrok ze naar Anderlecht, waar ze in totaal zes jaar voor uitkwam. In haar laatste jaar werd er een IJslandse doelvrouw aangetrokken. Van Poucke besloot hierop om naar Nederland te gaan om met sc Heerenveen mee te doen aan de nieuwe Eredivisie voor vrouwen.
Aanvankelijk zou ze in de zomer van 2008 terugkeren naar België wegens privéomstandigheden. Eind december besloot ze alsnog om haar maatschappelijke carrière voorrang te geven in België. Het niet plaatsen van België voor het EK 2009 in Finland was er mede de oorzaak van dat ze haar voetballoopbaan minder belangrijk ging vinden. In januari van 2009 werd bekend dat ze weer ging keepen bij Anderlecht.
Op 7/7/2017 gehuwd met Sophie Heirbaut.

## Statistieken
| Seizoen | Club          | Land      | Competitie    | Wedstrijden | Doelpunten |
| ------- | ------------- | --------- | ------------- | ----------- | ---------- |
| 1998/99 | Sinaai Girls  | België    | Eerste klasse | ?           | ?          |
| 1999/00 | Sinaai Girls  | België    | Eerste klasse | ?           | ?          |
| 2000/01 | Sinaai Girls  | België    | Eerste klasse | ?           | ?          |
| 2001/02 | Anderlecht    | België    | Eerste klasse | ?           | ?          |
| 2002/03 | Anderlecht    | België    | Eerste klasse | ?           | ?          |
| 2003/04 | Anderlecht    | België    | Eerste klasse | ?           | ?          |
| 2004/05 | Anderlecht    | België    | Eerste klasse | ?           | ?          |
| 2005/06 | Anderlecht    | België    | Eerste klasse | ?           | ?          |
| 2006/07 | Anderlecht    | België    | Eerste klasse | ?           | ?          |
| 2007/08 | sc Heerenveen | Nederland | Eredivisie    | 18          | 0          |
| 2008/09 | sc Heerenveen | Nederland | Eredivisie    | 6           | 0          |
| 2008/09 | Anderlecht    | België    | Eerste klasse | 0           | 0          |

Bijgewerkt op 6 jan 2009 09:48 (CET)